# پیکو داس آگولاس نگراس
پیکو داس آگولاس نگراس (به پرتغالی: Pico das Agulhas Negras) یک کوه در برزیل است که در ریو دو ژانیرو واقع شده‌است. پیکو داس آگولاس نگراس ۲٬۷۹۱ متر بالاتر از سطح دریا واقع شده‌است.